# 地下情 追いつめられた殺意
『地下情 追いつめられた殺意』（ちかじょう おいつめられたさつい、原題：地下情、英題：Love Unto Wastes）は1986年の香港映画。スタンリー・クワン監督による青春群像劇で、第6回香港電影金像奨で最優秀助演女優賞（エレイン・チン）と最優秀脚本賞を受賞した。
日本では劇場未公開で、香港ニューシネマフェス'89で上映された後、ビデオ化された。邦題には『チョウ・ユンファの地下情 追いつめられた殺意』というものもあるがチョウ・ユンファは主演ではなく、本来の主演はトニー・レオンである。

## キャスト
- チャン：トニー・レオン
- ビリー：アイリーン・ワン
- リュウ：エレイン・チン
- チュウ：ツァイ・チン
- ラン刑事：チョウ・ユンファ

## スタッフ
- 監督：スタンリー・クワン
- 製作：ヴィッキー・リーリャン
- 製作総指揮：ディクソン・プーン
- 脚本：ライ・キ、ヤウタイ・オンピン
- 撮影：ジョニー・クー
- 音楽：ヴァイオレット・ラム